# Dato Paglas
Datu Paglas es un municipio filipino de la provincia de Maguindánao. Según el censo de 2000, tiene 20 014 habitantes en 3673 casas.

## Barangayes
Datu Paglas se divide políticamente a 23 barangayes.
| - Alip (Pob.) - Damawato - Katil - Malala - Mangadeg - Manindolo - Puya - Sepaka - Lomoyon - Kalumenga (Kalumanga) - Palao sa Buto - Damalusay | - Bonawan - Bulod - Datang - Elbebe - Lipao - Madidis - Makat - Mao - Napok - Población - Salendab |

Forma parte de la Alianza de Municipios de Liguasánn del Sur Southern Liguasan Alliance of Municipalities  (SLAM), integrada por los municipios de Datu Paglas, Paglat, General Salipada K. Pendatun, y Sultan sa Barongis, todos de la provincia de Maguindánao.